# Oscar Kightley
Oscar Vai To'elau Kightley (14 de septiembre de 1969) es un actor, presentador de televisión, escritor, periodista, director y comediante neozelandés nacido en Samoa, conocido por su actuación y coescritura de la película Sione's Wedding.

## Biografía
Kightley nació en 1969 en Apia, Samoa, siendo el más joven de ocho hermanos y creció en la aldea de Faleatiu, donde vivía su padre. Tras el fallecimiento de su padre cuando tenía cuatro años, fue adoptado por su tía y su tío, quienes vivían en West Auckland, Nueva Zelanda. Asistió a Rutherford College, donde su materia favorita era la escritura.
Después de dejar la escuela, Kightley fue cadete en Auckland Star y trabajó como periodista durante cuatro años. "Pensé que eso iba a ser lo mío hasta que me jubilara". En 1991, se trasladó a Christchurch para presentar el programa de televisión infantil Life in the Fridge Exists (L.I.F.E), donde conoció a Tanya y Mishelle Muagututi'a, Erolia Ifopo y Simon Small.

## Carrera
Small había escrito su primera obra de larga duración, "Horizons", sobre la experiencia samoana en Nueva Zelanda, e invitó a Kightley a actuar en ella en su primer papel, junto con Muagututi'a e Ifopo. "Horizons" se estrenó en el Teatro de Artes Escénicas el 19 de octubre de 1991 en una producción dirigida por Christina Stachurski. La obra fue reelaborada y reorganizada (pero aún con Kightley) y en agosto-septiembre se presentó en el Teatro Galaxy de Auckland, Taki Rua Depot y el Teatro del Castillo de la Universidad de Otago antes de regresar a Christchurch.

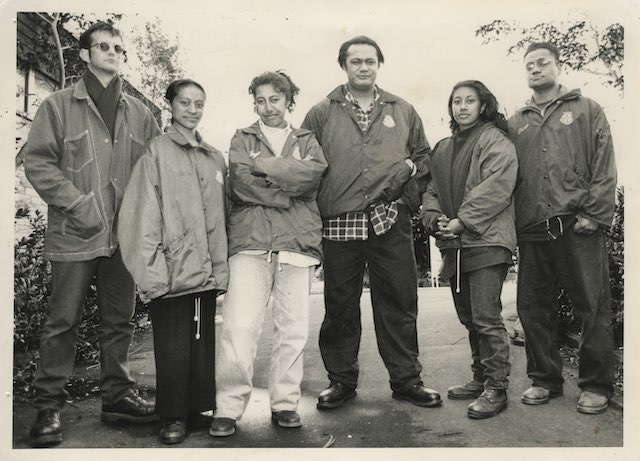
Miembros de Pacific Underground en 1994 durante la temporada de Fresh Off The Boat en el Herald Theatre de Auckland, Nueva Zelanda. De izquierda a derecha: Michael Hodgson, Erolia Ifopo, Tanya Muagututi'a, David Fane, Mishelle Muagututi'a y Oscar Kightley.

La exitosa obra Horizons inspiró a Kightley a formar la compañía de teatro Pacific Underground en Christchurch, junto a Small, Muagututi'a, Ifopo y Michael Hodgson, una mezcla de personas de identidades palagi e isleñas del pacífico. En un lapso de dos meses, Kightley y Small (que escribía bajo el seudónimo de Francis Serra) completaron la obra Fresh off the Boat, que posteriormente fue presentada en un taller por Playmarket. La producción fue dirigida por Nathaniel Lees y contó con David Fane en el papel principal. El estreno tuvo lugar en el Teatro Rolleston Ave en Christchurch en noviembre de 1993, y posteriormente la obra fue de gira por el Festival Fringe de Nueva Zelanda en Wellington en 1994.
Además de Pacific Underground, Kightley cofundó la compañía de teatro Island Players. En 1998, recibió el premio de escritura de obras Bruce Mason y ha trabajado como intérprete y escritor en varios programas de televisión, entre ellos Skitz, Telly Laughs, The Panel, Sportzah y la cobertura de rugby de TV3. Entre sus obras se encuentran Dawn Raids, Island Girls, A Frigate Bird Sings (escrita en colaboración con Dave Fane y Nathaniel Lees) y Niu Sila (escrita en colaboración con Dave Armstrong). En 2018, Playmarket reeditó Dawn Raids. Kightley también coescribió y tuvo un papel principal en las exitosas películas de Sione's Wedding.
Hasta enero de 2007, Kightley trabajó como locutor de radio en el programa matutino de Niu FM. Además, ha sido invitado en varias ocasiones a programas de RNZ National/Te Reo Irirangi o Aotearoa National, e incluso presentó el programa Saturday Morning de Kim Hill durante el verano de 2007 a 2008. En 2006 recibió el premio Laureate Award de la Arts Foundation de Nueva Zelanda. Kightley es miembro del grupo de comediantes the Naked Samoans, quienes juntos crearon la serie de televisión animada bro'Town.
En 2013, Kightley interpretó al personaje principal en el drama policial Harry, que también coescribió. Además, dirigió la comedia Super City de Madeleine Sami para TV3, y codirigió un piloto para Estados Unidos junto a Taika Waititi.
En 2019, Kightley lideró un panel para el Consejo de Auckland sobre la importancia de votar en las elecciones locales. Y en las elecciones locales de Nueva Zelanda de 2022, fue elegido para el Consejo Local de Henderson-Massey representando al Partido Laborista.

## Palmarés
En 2009, Kightley fue nombrado miembro de la Orden del Mérito de Nueva Zelanda por sus servicios a la televisión y el teatro. En 2016, fue galardonado con el Senior Pacific Artist Award junto con Dave Fane en los Creative New Zealand Arts Pasifka Awards.
En octubre de 2019, el Club de Artistas de Variedades de Nueva Zelanda le otorgó a Kightley un Pergamino de Honor por su contribución al entretenimiento de Nueva Zelanda.
En noviembre de 2020, Kightley fue nombrado uno de los hombres mejor vestidos en el mundo del espectáculo en la Lista de Mejor Vestidos de David Hartnell MNZM.

## Filmografía
- Horizons (1991) - Obra de teatro
- Life in the Fridge Exists (L.I.F.E) (1991) - Programa de televisión
- Fresh off the Boat (1993) - Obra de teatro
- Telly Laughs (1996) - Serie de televisión - Varios personajes
- The Semisis (1998) - Serie de televisión - 1 episodio
- Newsflash (1998) - Programa de televisión
- The Panel (2001-2004) - Programa de televisión
- Bro’Town (2004-2009) - Serie de televisión - 28 episodios - Vale Pepelo / Voces adicionales
- Sportzah (2005) - Programa de televisión
- Sione's Wedding (2006) - Película - Albert
- Radiradirah (2010) - Serie de televisión - 4 episodios - Dallas / Bubbles Dallas
- Sione's 2: Unfinished Business (2012) - Película - Albert
- Harry (2013) - Serie de televisión - 6 episodios - DS Harry Anglesea
- Hunt for the Wilderpeople (2016) - Película - PC Andy Tappert
- Moana (2016) - Película - Pescador (voz)
- The Breaker Upperers (2018) - Película - Cliente
- The Other Side of Heaven 2: Fire of Faith (2019) - Película - Doctor Tapa
- Educators (2019) - Serie de televisión - 2 episodios - Psicólogo
- Aroha Bridge (2019) - Serie de televisión - 6 episodios - Alcalde Tokouso
- Duckrockers (2022) - Serie de televisión - 5 episodios - Isaac
- Next Goal Wins (2023) - Película - Completada